# Ego (альбом The Tony Williams Lifetime)
«Ego» — третий студийный альбом американской фьюжн-группы The Tony Williams Lifetime. Альбом записан в феврале и марте 1971 года и в том же году был издан Polydor Records.
Альбом записан обновлённом составе — со времени записи «Turn It Over» ансамбль покинули Джон Маклафлин и Джек Брюс, который всё же принял гостевое участие в альбоме, спев на альбоме в композиции «Two Worlds».
Новыми участниками ансамбля стали гитарист Тэд Данбар, басист Рон Картер и сразу два перкуссиониста — Дон Алайас и Уоррен Смит.
«Ego» стал последним альбомом группы, записанным при участии органиста Ларри Янга.

## Особенности
Если первые альбомы Lifetime — особенно «Emergency!» — были революционными как в смысле эмоционального состояния музыки, так и с точки зрения своего исторического значения для развития джаза и фьюжна, «Ego» ознаменовал движение от революции к комфорту. Вместе с составом меняется и музыка ансамбля — она стала менее безудержной, более рафинированной. Расширение арсенала ударных инструментов привело к тому, что три из девяти пьес исполняются только на ударных без каких-либо других инструментов. Правда, назвать короткие «Clap City» и «Some Hip Drum Shit» полноценными сочинениями всё же трудно. Появляется латиноамериканская ритмика. На альбоме нашлось место психоделическому джему «There Comes a Time», в котором трудно уловить тему; спокойной, почти балладной «Circa 45», имеющей, напротив, ясную и простую мелодию (и яркое гитарное соло), и неистовой, драматичной «The Urchins Of Shermêse», более всех напоминающей ранние альбомы группы. В то же время обманчиво простая «Two Worlds» явилась своеобразной тихой кульминацией альбома.

## Отзывы
Обозреватель AllMusic.Com Стюарт Мэйсон назвал «Ego» «самым странным альбомом группы», «мощным джаз-роком, сыгранным до того, как фьюжн стал мучительно унылым» и охарактеризовал стиль пластинки как «экспериментальную смесь пост-хард-бопа с самым ошалелым психоделическим роком». В его рецензии вокал в «Lonesome Wells» ошибочно приписывается Брюсу, в то время как последний спел на альбоме только в одном треке, «Two Worlds».
По словам Джованни Руссонелло (jazztimes.com), «„Ego“ имеет плавучее, медленно горящее изящество, которое для Lifetime было в новинку».

## Список композиций
| № | Название                     | Автор                                    | Примечание                 | Время |
| - | ---------------------------- | ---------------------------------------- | -------------------------- | ----- |
| 1 | Clap City                    | Tony Williams                            | Только ударные инструменты | 0:55  |
| 2 | There Comes A Time           | Tony Williams                            |                            | 6:02  |
| 3 | Piskow’s Filigree            | Tony Williams                            | Только ударные инструменты | 3:56  |
| 4 | Circa 45                     | Tony Williams                            |                            | 6:28  |
| 5 | Two Worlds                   | Tony Williams                            | Вокал — Джек Брюс          | 4:33  |
| 6 | Some Hip Drum Shit           | Tony Williams / Don Alias / Warren Smith | Только ударные инструменты | 1:34  |
| 7 | Lonesome Wells (Gwendy Trio) | Tony Williams                            |                            | 7:30  |
| 8 | Mom And Dad                  | Tony Williams                            |                            | 5:25  |
| 9 | The Urchins Of Shermêse      | Tony Williams                            |                            | 6:16  |

## Участники
Треки 1, 3 и 6:
- Тони Уильямс — ударные
- Дон Элиас — перкуссия
- Уоррен Смит — перкуссия

Остальные треки:
- Тони Уильямс — ударные, вокал
- Ларри Янг — орган
- Тэд Данбар — гитара
- Рон Картер — бас, виолончель
- Дон Алайас — перкуссия
- Уоррен Смит — перкуссия

+
- Джек Брюс — вокал [5]